# Terenas

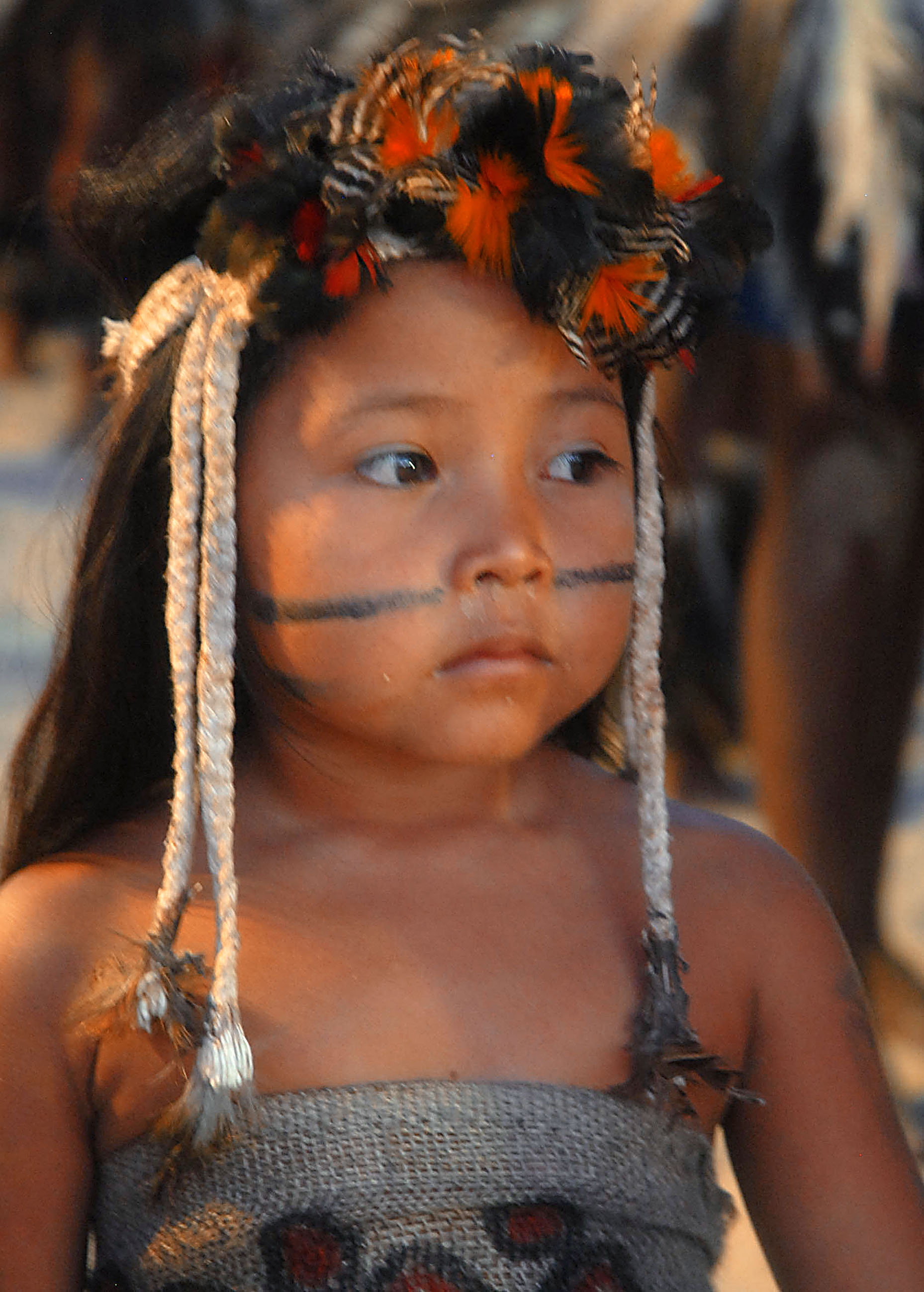
Menina da etnia Terena

Os Terena, também chamados Terenoe, são uma etnia indígena brasileira. Pertencem ao grupo maior dos guanás.
Vivem principalmente no estado de Mato Grosso do Sul (Áreas Indígenas Aldeinha, Buriti, Dourados, Lalima, Limão Verde, Nioaque, Pilade Rebuá, Taunay/Ipegue e Terras Indígenas Água Limpa e Cachoeirinha, a oeste da Reserva Indígena Kadiwéu, na Área Indígena Umutina e a leste do rio Miranda).
Podem ser encontrados também no interior do estado brasileiro de São Paulo (Áreas Indígenas Araribá, Avaí e Icatu). Além disso, situam-se ainda na margem esquerda do alto rio Paraguai, em Mato Grosso; também vivem no norte deste estado, entre os municípios de Peixoto de Azevedo, Matupá e Guarantã do Norte, na Terra Indígena Gleba Iriri Novo, às margens do rio Iriri, nas aldeias Kopenoty, Kuxonety Poke'é, Inamaty Poke'é e Turipuku.
Possuem a cultura do plantio e apresentam um grande grau de integração com a sociedade circundante.

## Terenas famosos
- Marcos Terena: chegou a entrar na política pelo PDT mas acabou não sendo eleito.
- Lindomar Terena